# Мейер, Биргит
Биргит Мейер (Birgit Meyer; род. 21 марта 1960, Эмден, Нижняя Саксония) — немецкий ученый в области религиоведения и антропологии, ведущий международный эксперт по современной антропологии религии с акцентом на Африке. Доктор, профессор Утрехтского университета (с 2011 года), а прежде Амстердамского свободного университета (2004—2011). Член Королевской нидерландской академии искусств и наук (KNAW, с 2007 года) и Берлинско-Бранденбургской академии наук (с 2022 года).
Лауреат премии Спинозы NWO и KNAW Academy Professor Prize (обеих — 2015), а также Anneliese Maier Award (2012).
Родом из Германии.
Получила образование культурного антрополога, изучала религиоведение и педагогику (для детей-инвалидов) в Бременском университете и культурную антропологию в Амстердамском университете. После защиты докторской диссертации в 1995 году работала в Исследовательском центре религии и общества в Амстердамском университете. Мейер работает в университетах Нидерландов с 1990 года. Приехала в Амстердам из Германии, чтобы изучать культурную антропологию в 1985 году.
С конца 1980-х годов проводила исследования в Гане (согласно другому источнику, поехала туда в начале 1990-х; проводила антропологические исследования среди народа эве), изучая последствия обращения в христианство для образа жизни людей с социально-культурной точки зрения. Руководила рядом сравнительных исследовательских проектов затрагивающих, помимо Африки, такие регионы как Карибский бассейн, Бразилия и Европа. С 2016 года возглавляет исследовательскую программу «Религиозные вопросы в запутанном мире» в Утрехтском университете, в рамках которой в апреле 2020 также запустит проект «Досье Корона».
Состоит в совете Берлинского форума трансрегиональных исследований. В апреле 2023 года получила почетную докторскую степень от Университета Цюриха, а в августе того же года — премию Stewart Hoover Mentorship Award от Международного общества медиа, религии и культуры. В 2024/25 году является стипендиатом в Кельнском университете.
С 2006 по 2018 год соредактор журнала Material Religion.
Пишет на английском, немецком и голландском, переводилась на португальский и итальянский. Автор статьи «Что такое религия в Африке? Динамика отношений в запутанном мире» в журнале «Религия в Африке» (Journal of Religion in Africa).